# 阿德加藍草原
阿德加藍草原（Ard-galen），後稱安佛格利斯（Anfauglith）是托爾金小說裡的一个虚拟地方，是第一紀元位於中土大陸多索尼安（Dorthonion）高地以北、魔苟斯（Morgoth）要塞安格班（Angband）以南的草原。
太陽被創造以後，阿德加藍是濃密的草原，由西面的希斯隆（Hithlum）及威斯林山脈（Ered Wethrin）覆蓋至東面的伊瑞德隆（Ered Luin），南至多索尼安高地。在班戈拉赫戰役（Dagor Bragollach） ，戰火及毒氣把阿德加藍草原毀壞，此後，阿德加藍草原易名為安佛格利斯，「窒息的煙塵」。
貝爾蘭的第五次重大戰役尼南斯·阿農迪亞德戰役（Nirnaeth Arnoediad，無盡的眼淚）發生在安佛格利斯，無數死屍在平原中央堆積成山丘，該處名為Haudh-en-Ndengin，即「殺戮之丘」，又名Haudh-en-Nirnaeth，即「眼淚之丘」，草地重新在那裡生長，但除了眼淚之丘，安佛格利斯已沒有植被。
跟其他地區相同，安佛格利斯在第一紀元末因憤怒之戰（War of Wrath）而陸沉。